# Attila, fléau de Dieu
Pour les articles homonymes, voir Attila (homonymie).
À ne pas confondre avec le film Attila flagello di Dio (1982) de Castellano et Pipolo.
Pour plus de détails, voir Fiche technique et Distribution.
Attila, fléau de Dieu (Attila, il flagello di Dio) est un film franco-italien réalisé par Pietro Francisci, sorti en 1954.

## Synopsis
L'empereur romain Valentinien III s’enivre dans des banquets, tandis qu’Aetius, son général, négocie un traité de paix avec Bleda, le roi des Huns. Attila, le frère de Bleda, n’accepte pas cette paix avec les Romains et fait assassiner Bleda afin de prendre le pouvoir lui-même. L’empereur Valentinien III qui refuse aussi le traité accuse Aetius de haute trahison. Attila se prépare à la guerre contre les Romains qui commencent également à s’y préparer. 
La sœur de Valentinien, Honoria, se tourne vers Aetius, mais celui-ci nie. Grâce à son habileté, Honoria réussit à devenir la nouvelle maîtresse d’Attila, malheureusement elle est démasquée et mise à mort sur le champ de bataille, où de même le fils d’Attila, encore enfant, trouve la mort accidentellement. Son père est inconsolable et durement frappé. Le pape Léon le Grand, que jusque-là aucun autre pouvoir n’a pu arrêter, pourra-t-il en appeler à la conscience d’Attila et lui faire rebrousser chemin ?

## Fiche technique
- Titre français : Attila, fléau de Dieu
- Titre original : Attila, il flagello di Dio
- Réalisation : Pietro Francisci
- Assistant réalisateur : Luciano Ercoli et Luigi Scattini
- Musique : Enzo Masetti et Raoul Kraushaar
- Directeur de la photographie : Aldo Tonti Eastmancolor
- Décors : Flavio Mogherini
- Costumes : Veniero Colasanti et Esther Scott
- Production : Dino De Laurentiis
- Genre : Péplum Cinemascope couleurs
- Sortie :
  -  Italie : 27 décembre 1954
  -  France : 15 novembre 1955
  -  Belgique : 23 décembre 1955

## Distribution

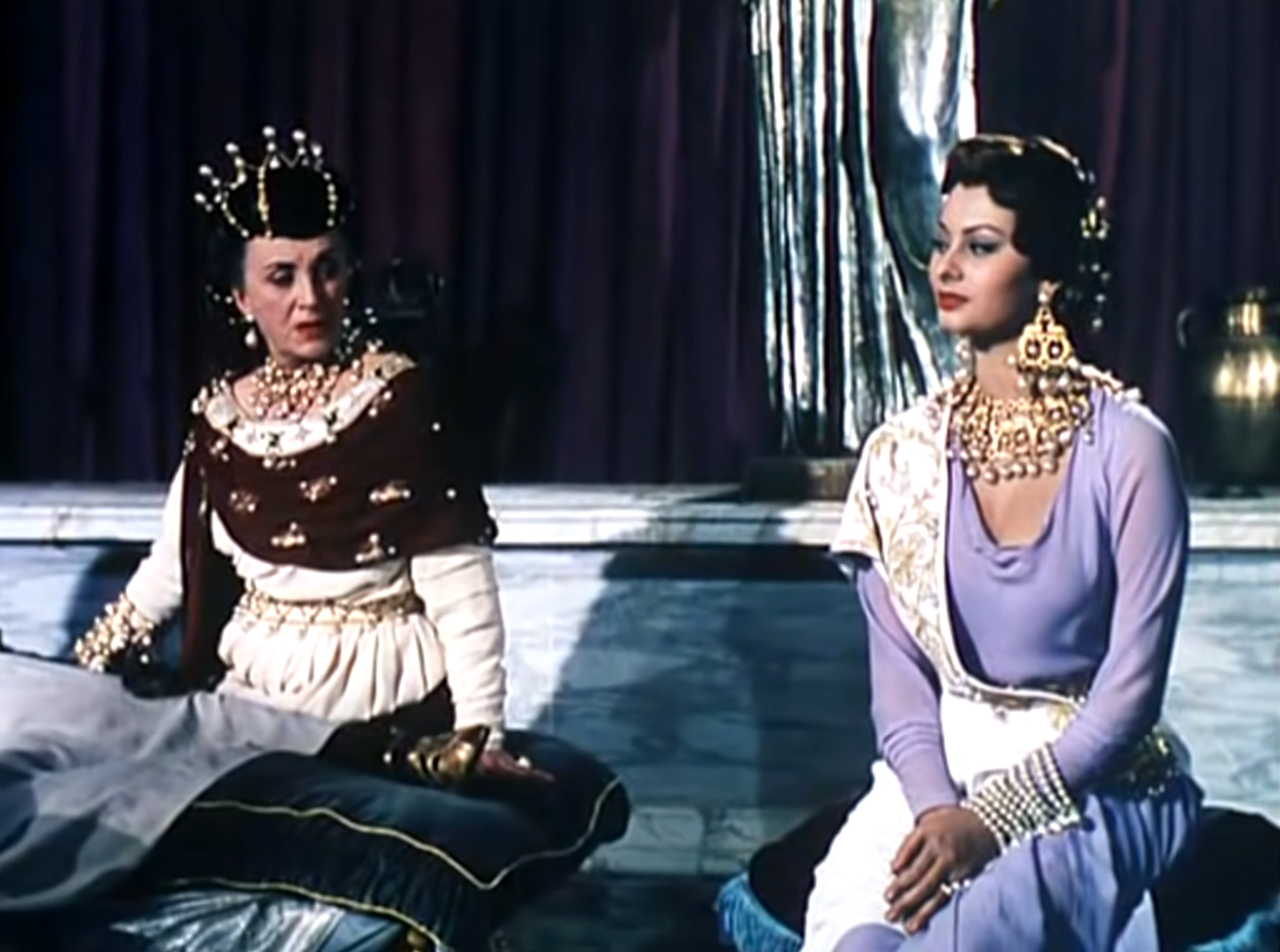
Colette Regis et Sophia Loren dans une scène du film.

- Anthony Quinn (VF : Jean Violette) : Attila
- Sophia Loren (VF : Nicole Vervil) : Honoria
- Henri Vidal  (V.F : lui-même) : Aetius
- Irène Papas (V.F : Denise Bosc) : Grune
- Ettore Manni (VF : Roger Rudel) : Bleda, frère d'Attila
- Claude Laydu : Valentinien III, empereur d'Occident
- Georges Bréhat (VF : Hubert Noel) : Le consul Prisco
- Eduardo Ciannelli : Onegesio
- Mario Feliciani (V.F : Roger Til) :Hippolite
- Aldo Pini (V.F : Richard Francoeur ) :Dominicus
- Colette Regis (V.F : elle-même) : Galla Placidia
- Marco Guglielmi : Kadis
- Guido Celano:Chef de tribu,partisan de Bleda
- Christian Marquand: Chef Hun
- Piero Pastore : Chef de tribu
- Mimmo Palmara : Lottatore
- Richard Bakalyan
- Henri Vidon
- Fernando Birri
- Dickie Jones
- Robert Rietti : Aetius (voix) (non crédité)

- Narration Roger Tréville (v.f.)

## Casting
Anthony Quinn tourne simultanément La Strada de Federico Fellini.
C'est le premier des 7 films (6 longs métrages et un court) que tourneront Anthony Quinn et Irène Papas ensemble.